# 阿夫勒
阿夫勒是德国莱茵兰-普法尔茨州的一个市镇。总面积1.99平方公里，总人口24人，其中男性17人，女性7人（2011年12月31日），人口密度12人/平方公里。